# Xã Freeborn, Quận Freeborn, Minnesota
Xã Freeborn (tiếng Anh: Freeborn Township) là một xã thuộc quận Freeborn, tiểu bang Minnesota, Hoa Kỳ. Năm 2010, dân số của xã này là 267 người.